# Дослідно-освітній консорціум із вивчення Голодомору
Дослідно-освітній консорціум із вивчення Голодомору (англ. Holodomor Research and Education Consortium (HREC)) — організація при Канадському інституті українських студій Альбертського університету, що має на меті дослідження, вивчення, опублікування та поширення правдивої інформації про Голодомор в Україні 1932-33 рр., з тим щоб українська трагедія була ширше визнана в канадському суспільстві та була представлена у шкільних програмах з історії і геноциду.

## Історія
Консорціум почав свою роботу у січні 2013 р. Організація роботи стала можливою завдяки щедрому дару на суму 1 062 тис. CAD від Фонду імені родини Темертей із Торонто. Офіс консорціуму розмістився в Торонто в приміщенні Українсько-канадського дослідчо-документаційного центру.

## Цілі та завдання
Головним завданням консорціуму є дослідження, вивчення, опублікування та поширення правдивої інформації про Голодомор в Україні 1932–1933 рр., щоб українська трагедія була ширше визнана в канадському суспільстві та представлена в шкільних програмах з історії й ґеноциду.

Консорціум має два головних напрямки: дослідницький і освітній:
- Дослідницький компонент займається дослідженням Голодомору в співпраці з ученими, університетами, робочими групами, організаціями й бібліотеками на Заході та в Україні, публікує наукові статті, переклади документів англійською мовою, довідник джерел щодо Голодомору й серію «Запитання — відповідь» для вчителів, учнів і широкої громадськості. Станом на 2018 рік напрямком керують Богдан Клід та Андрій Макич.
- Освітній компонент акцентується на підготовці й розповсюдженні авторитетних і доступних ресурсів про Голодомор для учнів, педагогів, шкіл, міністерств і інших установ, а також лобіюванні питання включення тем, пов'язаних із Голодомором, до навчальних програм. Організація займається розробкою програм та методологій для навчальних закладів, які б розвивали у учнів критичне мислення та дослідницькі навички. Станом на 2018 рік напрямком керує Валентина Курилів.
- Діяльність консорціуму проводиться у тісній взаємодії з спорідненою українською організацією — Українським центром досліджень Голодомору, з офісом у Києві.

## Керівництво та учасники
До управи консорціуму ввійшли директор Центру ім. Яцика (Франк Сисин), директор КІУСу (Володимир Кравченко), директор Програми дослідження Східної України ім. Ковальських (Зенон Когут), директор Програми вивчення сучасної України (Дейвід Марплз) та директор МЦУМ (Маруся Петришин). До дорадчого комітету увійшли Пол Маґочі (Торонтський університет), Олександер Мотиль (Ратґерський університет), Норман Наймарк (Стенфордський університет) і Сергій Плохій (Гарвардський університет), що мав надавати фахову оцінку діяльности консорціуму. Людмила Гриневич (Інститут історії України, Київ) виступає представником HREC в Україні.

## Діяльність
- весною 2013 р. видано посібник із Голодомору в Україні для вчителів канадських шкіл. Його матеріали будуть розроблені англійською, українською та французькою мовами згідно з віковими особливостями учнів і предмету шкільної програми.
- 10-12 травня 2013 року в Торонто організована Освітня конференція для педагогів.
- 27-28 листопада 2013 р. у Торонто проводилася наукова конференція з нагоди 80-річчя великої трагедії українського народу.
- 27 листопада 2015 р. відбулася лекція дослідника та письменника з Мінесоти Рона Возлера на тему “Передсмертний крик: листи етнічних німців до своїх родичів в Дакоті з Радянської України, 1932–33.”, що була профінансована консорціумом.
- травень, червень 2016 р. тема голодомору була висвітлена на двох академічних конференціях в Калгарі та Львові.
- 26 жовтня 2016 р. в Університеті Торонто була організована конференція на тему «Імперія, колоніалізм та голод в порівняльній історичній перспективі».
- осінь 2016 р. проведено ряд лекцій та круглих столів на тему голодомору в місті Торонто.
- 5-7 травня 2016 р. у Торонто була організована конференція на тему голодомору в Україні.
- 5-6 жовтня 2016 р. голова освітньої програми HREC Валентина Кирилів провела майстер-клас у Каліфорнійському Державному Університеті на тему «Вивчення голодомору у 21-у століття: опанування навичок критично та історично мислити».[1]
- 30 жовтня 2017 р. організовано презентацію книги «Червоний голод: сталінська війна в Україні» авторства Енн Епплбом, що вже отримувала Пулітцерівську премію за свої минулі книги.
- 28 листопада 2017 р. в Університеті Торонто проведена лекція на тему «"Передайте в Кремль, що ми голодуємо!" подорож Рії Клайман по "Голодних Землях" України».
- 18 грудня 2017 року організований конкурс за найкращу статтю про голодомор в Україні. Переможець отримав нагороду в 2500 канадських доларів.
- 22 лютого 2018 р. організована лекція доктора наук Олега Воловини на тему «До питань вивчення голодомору».
- березень 2018 р. започатковані гранти для робіт з вивчення голодомору.
- 13 березня 2018 р. започаткована стипендія для студентів Університету Торонто, що навчаються за програмою Геноцид та Права Людини.
- 14 березня 2018 р. здійснена фінансова підтримка видання «Голодуюча Україна: Голодомор та реакція Канади» доктора Сергія Ціпко.
- 29 березня 2018 р. організована презентація книги Марсі Шор «Українська ніч: інтимна історія революції».
- 19-20 жовтня 2018 р. запроваджені стипендії до конференції «Геноцид у 21 ст.: виклики та проблеми у тлумачній, етико-політичній та легалізаційній концепції».